# Ряди Ейзенштейна
Ряди Ейзенштейна, названі на честь німецького математика Фердинанда Ейзенштейна — спеціальні прості приклади модулярних форм, що задаються як сума явно виписаного ряду. Спочатку визначені для модулярної групи, ряди Ейзенштейна можуть бути узагальнені в теорії автоморфних форм.

## Означення
Ряд Ейзенштейна {\displaystyle G_{2k}} ваги {\displaystyle 2k} — функція, визначена на верхній комплексній півплощині {\displaystyle \{Im(\tau )>0\}\subset \mathbb {C} } і задана як сума ряду
{\displaystyle G_{2k}(\tau )=\sum _{(m,n)\neq (0,0)}{\frac {1}{(m+n\tau )^{2k}}}.}
Цей ряд абсолютно збігається до голоморфної функції змінної {\displaystyle \tau }.

## Властивості

### Модулярність

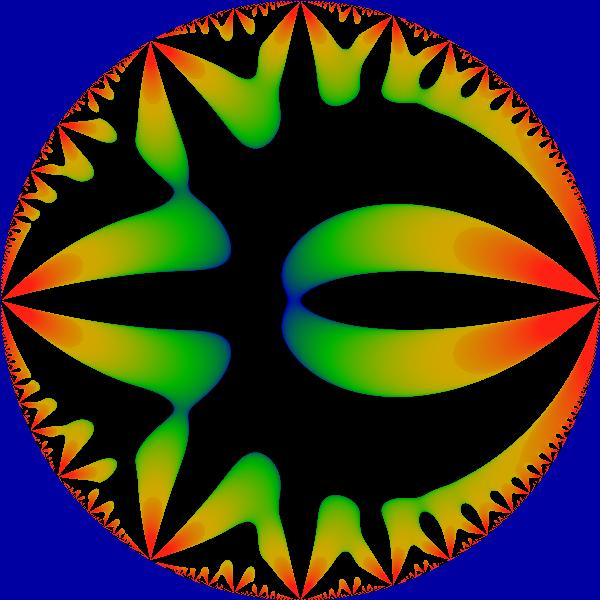
Дійсна частина G_6 як функція від q на одиничному крузі.

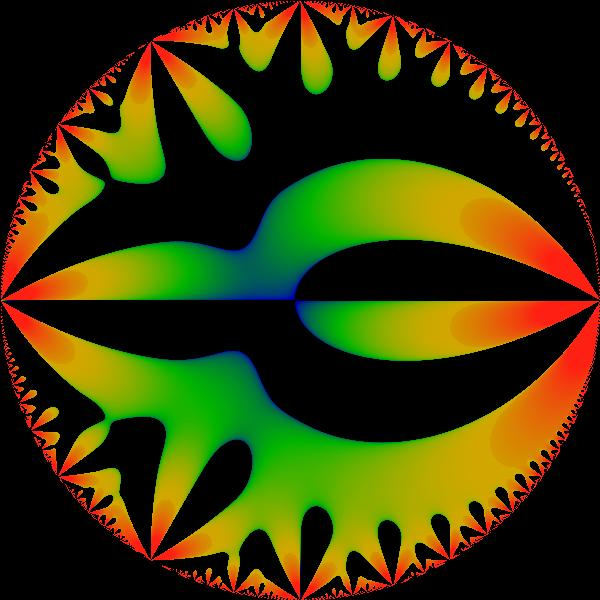
Уявна частина G_6 як функція від q на одиничному крузі.

Ряд Ейзенштейна задає модулярну форму ваги {\displaystyle 2k}: для будь-яких цілих {\displaystyle a,b,c,d\in \mathbb {Z} } з {\displaystyle ad-bc=1} маємо
{\displaystyle G_{2k}\left({\frac {a\tau +b}{c\tau +d}}\right)=(c\tau +d)^{2k}G_{2k}(\tau ).}
Це випливає з того, що ряд Ейзенштейна можна представити як функцію від породженої 1 і {\displaystyle \tau } ґратки {\displaystyle \Gamma =\langle 1,\tau \rangle }, продовживши його на весь простір ґраток:
{\displaystyle G_{2k}(\Gamma )=\sum _{z\in \Gamma \setminus \{0\}}z^{-2k}.}
Тоді {\displaystyle G_{2k}(\lambda \Gamma )=\lambda ^{-2k}G_{2k}(\Gamma ).} Співвідношення модулярності тоді відповідає переходу від базису {\displaystyle \{\tau ,1\}} до базису {\displaystyle \{a\tau +b,c\tau +d\}} тієї ж ґратки (що не змінює значення {\displaystyle G_{2k}(\Gamma )}) та нормуванню другого елементу нового базису на 1.

### Представлення модулярних форм
Більш того, як виявляється, будь-яка модулярна форма (довільної ваги {\displaystyle 2m}) виражається як многочлен від {\displaystyle G_{4}} і {\displaystyle G_{6}}:
{\displaystyle f=\sum _{4k+6l=2m}a_{k}G_{4}^{k}G_{6}^{l}.}

### Зв'язок з еліптичними кривими
{\displaystyle \wp }-функція Вейєрштрасса еліптичної кривої {\displaystyle E=\mathbb {C} /\Gamma } розкладається в ряд Лорана в нулі як
{\displaystyle \wp _{E}(z)={\frac {1}{z^{2}}}+\sum _{k=1}^{\infty }(2k+1)G_{2k+2}(\Gamma )z^{2k}.}
Зокрема, модулярні інваріанти кривої E рівні
{\displaystyle g_{2}=60G_{4},\quad g_{3}=140G_{6}.}

### Рекурентне співвідношення
Будь-яку голоморфну модулярну форму для модулярної групи можна записати у вигляді многочлена від {\displaystyle G_{4}} і {\displaystyle G_{6}}. Зокрема, {\displaystyle G_{2k}} вищих порядків можна записати через рекурентне співвідношення, яке залежить від {\displaystyle G_{4}} і {\displaystyle G_{6}}. Нехай {\displaystyle d_{k}=(2k+3)k!G_{2k+4}}. Тоді {\displaystyle d_{k}} задовільняють співвідношення
{\displaystyle \sum _{k=0}^{n}{n \choose k}d_{k}d_{n-k}={\frac {2n+9}{3n+6}}d_{n+2}}
для всіх {\displaystyle n\geq 0}. Тут {\displaystyle {n \choose k}} — біноміальний коефіцієнт і {\displaystyle d_{0}=3G_{4}} і {\displaystyle d_{1}=5G_{6}}.
Вираз {\displaystyle d_{k}} трапляється в розкладі в околі нуля функції Вейєрштрасса:
{\displaystyle \wp (z)={\frac {1}{z^{2}}}+z^{2}\sum _{k=0}^{\infty }{\frac {d_{k}z^{2k}}{k!}}={\frac {1}{z^{2}}}+\sum _{k=1}^{\infty }(2k+1)G_{2k+2}z^{2k}}

## Ряди Фур'є

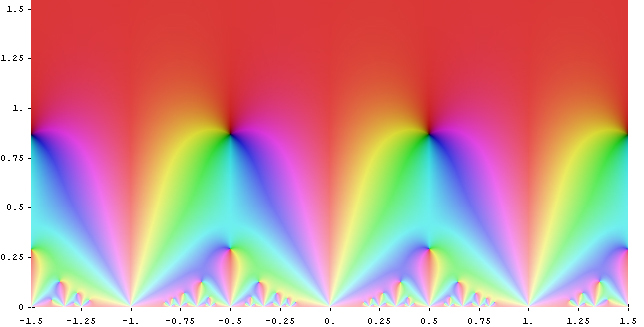
G_4

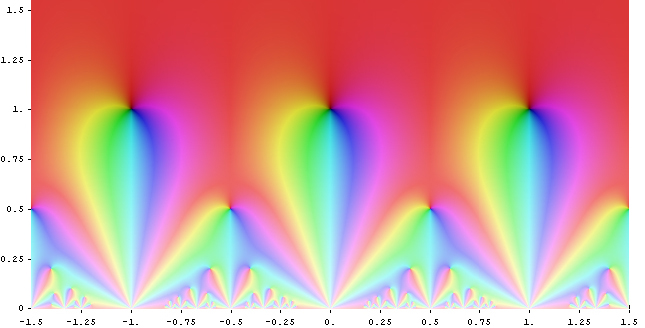
G_6

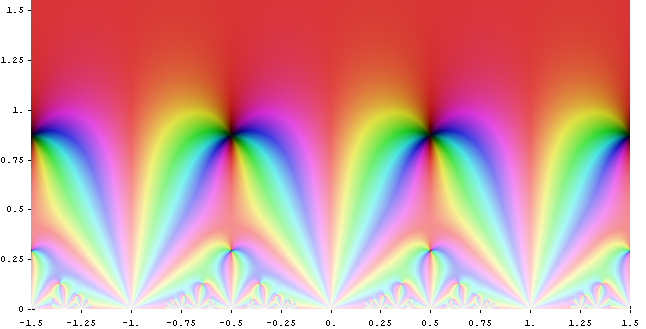
G_8

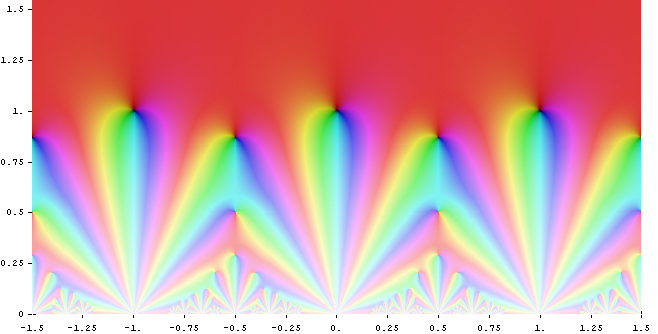
G_10

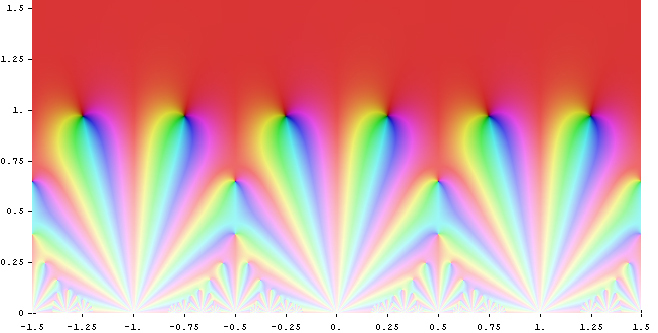
G_12

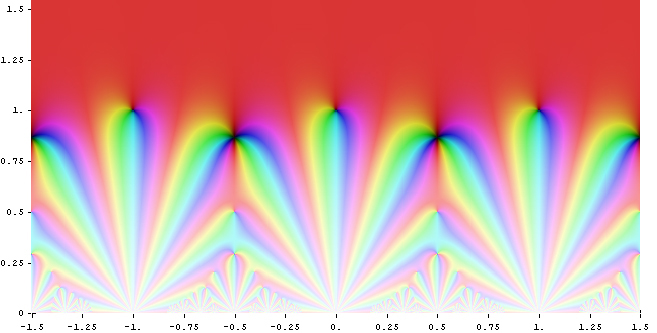
G_14

Означимо {\displaystyle q=e^{2\pi i\tau }}. (Деякі старі книжки визначають q як ном {\displaystyle q=e^{i\pi \tau }}, але зараз в теорії чисел прийнято стандарт {\displaystyle q=e^{2\pi i\tau }}.) Тоді розклад коефіцієнтів рядів Ейзенштейна в Ряди Фур'є має вигляд
{\displaystyle G_{2k}(\tau )=2\zeta (2k)\left(1+c_{2k}\sum _{n=1}^{\infty }\sigma _{2k-1}(n)q^{n}\right)}
де коефіцієнти Фур'є {\displaystyle c_{2k}} задані як
{\displaystyle c_{2k}={\frac {(2\pi i)^{2k}}{(2k-1)!\zeta (2k)}}={\frac {-4k}{B_{2k}}}={\frac {2}{\zeta (1-2k)}}}.
Тут Bn — числа Бернуллі, ζ(z) — дзета-функція Рімана і σp(n) — сума дільників, сума p степенів дільників числа n. Зокрема, маємо
{\displaystyle G_{4}(\tau )={\frac {\pi ^{4}}{45}}\left[1+240\sum _{n=1}^{\infty }\sigma _{3}(n)q^{n}\right]}
and 
{\displaystyle G_{6}(\tau )={\frac {2\pi ^{6}}{945}}\left[1-504\sum _{n=1}^{\infty }\sigma _{5}(n)q^{n}\right]}
Зверніть увагу, що сума q може бути записана у формі вигляді рядів Ламберта; тобто, маємо
{\displaystyle \sum _{n=1}^{\infty }q^{n}\sigma _{a}(n)=\sum _{n=1}^{\infty }{\frac {n^{a}q^{n}}{1-q^{n}}}}
для довільного комплексного |q| ≤ 1 і a. Працюючи з q-розкладом рядів Ейзенштейна, часто вводяться альтернативні позначення
{\displaystyle E_{2k}(\tau )={\frac {G_{2k}(\tau )}{2\zeta (2k)}}=1+{\frac {2}{\zeta (1-2k)}}\sum _{n=1}^{\infty }{\frac {n^{2k-1}q^{n}}{1-q^{n}}}}.

## Тотожності з рядами Ейзенштейна

### Добутки рядів Ейзенштейна
Ряди Ейзенштейна утворюють найбільш явні приклади модулярних форм для повної модулярної групи {\displaystyle SL_{2}(\mathbb {Z} ).} Оскільки простір модулярних форм ваги {\displaystyle 2k} має розмірність 1 для {\displaystyle 2k=4,6,8,10,14} різних добутків рядів Ейзенштейна з цими вагами повинні бути пропорційні. Таким чином, ми отримаємо тотожності:
{\displaystyle E_{4}^{2}=E_{8},\quad E_{4}E_{6}=E_{10}\quad E_{4}E_{10}=E_{14},\quad E_{6}E_{8}=E_{14}.}
Використовуючи q-розклади рядів Ейзенштейна, наведені вище, вони можуть бути переформулювані як тотожності, пов'язані з сумами степенів дільників:
{\displaystyle (1+240\sum _{n=1}^{\infty }\sigma _{3}(n)q^{n})^{2}=1+480\sum _{n=1}^{\infty }\sigma _{7}(n)q^{n},}
отже
{\displaystyle \sigma _{7}(n)=\sigma _{3}(n)+120\sum _{m=1}^{n-1}\sigma _{3}(m)\sigma _{3}(n-m),}
і аналогічно для інших. Можливо, навіть більш цікаво, тета-функція з восьмивимірної парної унімодулярної ґратки Γ є модулярною формою ваги 4 для повної модулярної групи, що дає такі тотожності:
{\displaystyle \theta _{\Gamma }(\tau )=1+\sum _{n=1}^{\infty }r_{\Gamma }(2n)q^{n}=E_{4}(\tau ),\quad r_{\Gamma }(n)=240\sigma _{3}(n)}
для числа {\displaystyle r_{\Gamma }(n)} векторів квадратної довжини 2n у кореневій ґратці типу E8.